# App Armor
App Armor, stiliserat som AppArmor, är programvara för applikationssäkerhet i GNU/Linux ursprungligen utvecklat av Immunix och numera uppköpt av Novell. AppArmor är sedan januari 2006 öppen källkod och inkluderat i SUSE Linux Enterprise Server. AppArmor använder säkerhetsbiblioteken från SELinux, men har gjort det enklare att installera, administrera och använda för applikationssäkerhet. Genom att använda AppArmor kan man bland annat kapsla in en applikation så att den endast kommunicerar och genomför de uppgifter den är avsedd att göra. På detta sätt kan man förebygga hot från exempelvis säkerhetsbrister eller attacker utifrån.